# Matelea producta
Matelea producta là một loài thực vật có hoa trong họ La bố ma. Loài này được (Torr.) Woodson mô tả khoa học đầu tiên năm 1941.